# Cryptolepis cryptolepioides
Cryptolepis cryptolepioides är en oleanderväxtart som först beskrevs av Rudolf Schlechter, och fick sitt nu gällande namn av Arthur Allman Bullock. Cryptolepis cryptolepioides ingår i släktet Cryptolepis och familjen oleanderväxter. Inga underarter finns listade i Catalogue of Life.